# César de Choiseul du Plessis-Praslin
Pour les articles homonymes, voir Choiseul.
Pour les autres membres de la famille, voir Maison de Choiseul.
César Ier de Choiseul, 1er duc de Choiseul, comte d'Hostel puis comte du Plessis-Praslin, vicomte de Saint-Jean, né le 12 février 1598 à Paris et mort le  23 décembre 1675 dans cette même ville, est un gentilhomme et militaire français du XVIIe siècle. Il est maréchal de France. Loyal à la régence pendant la Fronde, il fait partie des troupes de Louis II de Bourbon-Condé, pendant le siège de Paris.

## Biographie

### Origine et famille
César de Choiseul-Praslin descend de la Maison de Choiseul, une famille noble originaire de Choiseul dans la Haute-Marne, et qui descend des comtes de Lanques. Cette illustre famille a fourni un nombre important de serviteurs au royaume de France, cinq maréchaux, un cardinal, deux évêques et plusieurs hommes d’État. Son origine remonte au XIIe siècle.
Son père, Ferry II de Choiseul, est le troisième fils de Ferry Ier de Praslin, à l'origine de la branche Choiseul-Praslin de la Maison de Choiseul. Il est le neveu du maréchal de France, Charles de Choiseul-Praslin. Son frère, Gilbert de Choiseul du Plessis-Praslin (1613-1689), est évêque de Comminges et évêque de Tournai.

### Carrière militaire et diplomatique

#### Débuts pendant la guerre de Trente Ans
César de Choiseul entre dans l'armée à l'âge de quatorze ans. Il se distingue pour la première fois au siège de La Rochelle en 1627-1628, où il commande un régiment. Il défend ensuite les îles d'Oleron et de Ré contre les Anglais, commandés par le duc de Buckingham.
En 1630, il contribue à la prise de Pignerol et gagne la confiance du cardinal de Richelieu, qui l'emploie dans
diverses négociations, au cours desquelles il a l'habileté de dissuader les ducs de Savoie, de Parme et de Mantoue de contracter une alliance avec les Espagnols, dans le cadre de la guerre de Trente Ans. De 1630 à 1635, il est ambassadeur auprès du duc de Savoie. En 1635, il est promu au grade de maréchal de camp.
De 1636 à 1645, il sert dans le Piémont et commande plus d'une fois en chef l'armée française. En 1640, il est nommé gouverneur de Turin, et en 1642, il est promu lieutenant général des armées du Roi. Il conquiert toutes les places du pays et bat les Espagnols à plusieurs reprises. En 1645, il part assiéger, en Catalogne, la forteresse de Rosas, dont la prise lui vaut le bâton de maréchal. Il retourne ensuite en Italie, où, tour à tour général et négociateur, il prend l'Île d'Elbe, bat les troupes du pape Innocent X à Piombino et le contraint à négocier. En 1648, il remporte sur les Espagnols la victoire de Trancheron, qui lui assure la conquête du Milanais; mais manquant de tout et ayant dépensé 450 000 livres de sa fortune personnelle, il ne peut pousser son avantage. L'année suivante en 1649, il est nommé gouverneur de Monsieur, frère du roi, futur duc d'Orléans.

#### Loyal à la Régence pendant la Fronde
Lorsque la Fronde éclate, la cour rappelle Choiseul, lui donne des éloges et le charge de défendre, avec 4 000 hommes, Saint-Denis et le territoire qui s'étend de cette ville jusqu'à celle de Charenton. Le maréchal s'acquitte de cette mission avec succès, bat les Parisiens et force les Espagnols qui venaient à leur secours à battre en retraite. Puis il soumet Bordeaux. Lorsque Turenne lève, à Stenay, l'étendard de la révolte, Mazarin le charge d'aller réduire le grand capitaine. Choiseul arrête Turenne, l'empêche de venir délivrer les princes détenus a Vincennes, il défend la ville de Reims contre Turenne et y fait son entrée le 27 août. Il finit par battre Turenne à la bataille de Rethel.
Nommé ministre d'État par le Roi, en 1652, Choiseul est ensuite le maître de Louis XIV dans l'art de la guerre et le suit à plusieurs sièges. Plus tard, il dirige la construction des fortifications de Perpignan et donne ainsi à la France un de ses plus redoutables boulevards. Il est reçu chevalier du Saint-Esprit, le 31 décembre 1661. En novembre 1665, il est créé duc et pair de France. Il devient le premier duc de Choiseul. Il est employé à diverses négociations et il négocie le traité de Douvres, un traité d'alliance qui est conclu entre Charles II d'Angleterre et Louis XIV contre les Provinces-Unies.
Il meurt à Paris, le 23 décembre 1675, à l'âge de 78 ans. Pour le biographe Louis-Mayeul Chaudon, « il passait pour être plus capable d'exécuter un projet que de le former et avait, dit-on, plus d'expérience que de talent, plus de bon sens que de génie. »

## Mariage et descendance
Le 2 aout 1625, il épouse Colombe de Charron (morte en 1681), première dame d'honneur de la duchesse d'Orléans. Ils ont pour enfants :
- Charles de Choiseul du Plessis Praslin, tué à la bataille de Rethel en 1650.
- César de Choiseul du Plessis-Praslin, chevalier de Malte, il tient l'abbaye Saint-Sauveur de Redon de 1643 à 1648, lorsqu'il est tué à la bataille de Trancheron.
- Alexandre de Choiseul du Plessis-Praslin, il est pourvu de cette même abbaye en 1648, mais quitte l'état ecclésiastique en 1652 pour suivre la profession des armes. Père de César II Auguste († 1684 sans postérité).
- César III Auguste de Choiseul de Plessis-Praslin, il est pourvu à son tour de l'abbaye en 1652 et se démet en 1681 pour soutenir sa maison dont il était devenu héritier.

## Œuvres
- Mémoires des divers emplois et des principales actions du Maréchal Du Plessis sur Google Livres, publiés en 1676, réédité en 1827

## Armoiries
| Figure | Blasonnement |
|        | Armes de César de Choiseul (1598-1675), comte de Hostel, puis du Plessis-Praslin, puis duc de Choiseul (1665 - création) et pair de France, maréchal de France, chevalier du Saint-Esprit (reçu le 31 décembre 1661) Écartelé, au I de gueules au lion d'or armé et lampassé d'azur (Aigremont), au II fascé d'or et de sable de six pièces (du Plessis), au III d'argent à la fasce de gueules (Béthune), au IVe d'or au lion de sable, un écusson d’azur à la croix d’or accompagné de dix-huit billettes du même, cinq et cinq en chef posées en sautoir, quatre et quatre en pointe posées deux et deux brochant sur le tout (Choiseul). |

## Sources et bibliographie
- François H. Turpin, Les Vies de Charles et de César de Choiseul, Du Plessis-Praslin, maréchaux de France sur Google Livres, 1768
- Guy-Alexis Lobineau, Vies des saints de Bretagne sur Google Livres, Méquignon Junior, 1839, p. 459